# جایزه جهانی لوریوس برای ورزشکار معلول سال
جایزه جهانی لوریوس برای ورزشکار معلول سال یک جایزه سالانه برای تجلیل از دستاوردهای ورزشکاران معلول از دنیای ورزش‌های پارالمپیک است. این جایزه برای اولین بار در سال ۲۰۰۰ به عنوان یکی از هفت جایزه اصلی ارائه شده در جوایز لوریوس اهدا شد. این جوایز توسط سازمان Laureus Sport for Good، یک سازمان جهانی که در بیش از ۱۵۰ پروژه خیریه که از ۵۰۰۰۰۰ جوان حمایت می‌کند، ارائه می‌شود. اولین مراسم در ۲۵ مهٔ ۲۰۰۰ در مونت‌کارلو برگزار شد و نلسون ماندلا سخنرانی اصلی را در آن انجام داد. تا تاریخ ۲۰۲۰، فهرست کوتاه شش تیمی از نامزدهای این جایزه از سوی هیئتی متشکل از «ویراستاران، نویسندگان و پخش‌کنندگان برجسته ورزشی جهان» آمده‌است. سپس آکادمی جهانی ورزش لوریوس برنده‌ای را انتخاب می‌کند که در مراسم سالانه جوایز که در مکان‌های مختلف در سراسر جهان برگزار می‌شود، تندیس لوریوس که توسط کارتیه ساخته شده‌است، به او اهدا می‌شود. این جوایز بسیار معتبر در نظر گرفته می‌شوند و اغلب به عنوان معادل ورزشی اسکار شناخته می‌شوند.
اولین برنده این جایزه، دوچرخه‌سوار استرالیایی با ویلچر، لوئیز سوواژ بود که در سال ۲۰۰۰ در پارالمپیک سیدنی ۳ مدال کسب کرده بود. در سال ۲۰۰۲، استر ورگیر، تنیسور با ویلچر هلندی، به عنوان برنده جایزه انتخاب شد. ورگیر که به عنوان «مسلط‌ترین ورزشکار جهان» توصیف می‌شود، در طول دوران حرفه‌ای خود ۴۷۰ مسابقه متوالی را برد و ۲۸۴ عنوان کسب کرد، از جمله ۲۱ عنوان گرند اسلم انفرادی و ۲۳ عنوان گرند اسلم دبل. او یکی از دو نفری است که بیش از یک بار برنده جایزه ورزشکار معلول سال شده‌است و دوباره در سال ۲۰۰۸ برنده شد. او همچنین در سال‌های ۲۰۰۶، ۲۰۰۷، ۲۰۱۱ و ۲۰۱۲ نامزد شد. دنیل دیاس شناگر برزیلی بیشترین برد را دارد و ۳ بار با ۳ نامزدی دیگر این جایزه را کسب کرده‌است، در حالی که دوچرخه‌سوار آلمانی میشائیل تویبر بیشترین نامزدی (۴) را بدون برد دارد. برنده سال ۲۰۰۴، ارل کانر، دونده سرعتی کانادایی، جایزه‌اش و نامزدی او در سال ۲۰۰۲، پس از مثبت شدن تست مواد مخدر وی لغو شد. برزیلی‌ها با ۳ برد و ۶ نامزدی و استرالیایی‌ها با ۳ برد و ۵ نامزدی بیشترین جوایز را دریافت کرده‌اند. ورزشکاران دو و میدانی با ۷ برد و ۲۹ نامزدی (به استثنای نتایج کانر) موفق‌ترین در جوایز بوده‌اند و پس از آن شناگران با ۴ برد و ۲۰ نامزدی در رتبه بعدی قرار دارند. برنده جایزه سال ۲۰۲۲، مارسل هاگ، دونده سوئیسی است.
کاظم رجبی، وزنه‌بردار ایرانی که در سال ۲۰۰۷ نامزد دریافت این جایزه شد، اولین ایرانی‌ای است که نامزد یکی از جوایز لوریوس شده‌است. وی به همراه سیامند رحمان، دیگر وزنه‌بردار ایرانی که در سال ۲۰۱۷ نامزد دریافت این جایزه شد، تنها ایرانی‌های تاریخ جوایز لوریوس هستند. اما هیچ‌کدام از آنها موفق به دریافت این جایزه نشدند.

## فهرست برندگان و نامزدها
| * | نشان‌دهنده فردی است که جایزه یا نامزدی او بعداً لغو شد. |

| سال  | تصویر                      | برندگان            | ملیت                | ورزش                    | نامزدها |
| ---- | -------------------------- | ------------------ | ------------------- | ----------------------- | --- |
| ۲۰۰۰ | Louise Sauvage             | لوئیس سوواژ        | استرالیا            | دو و میدانی             | برایان فراشور ( ایالات متحده آمریکا) – دو و میدانی بئاتریس هس ( فرانسه) – شنا |
| ۲۰۰۱ | –                          | وینی لاورز         | استرالیا            | قایقرانی بادبانی        | شی کوارت ( ایالات متحده آمریکا) – دو و میدانی دیوید هال ( استرالیا) – تنیس با ویلچر بئاتریس هس ( فرانسه) – شنا لی پیرسون ( بریتانیای کبیر) – سوارکاری                                                     |
| ۲۰۰۲ | Esther Vergeer             | استر ورگیر         | هلند                | تنیس با ویلچر           | هایدی آندریسن ( جزایر فارو) – شنا ارل کانر* ( کانادا) – دو و میدانی گرد شونفلدر ( آلمان) – اسکی آلپاین بیت شوارتزنباخ ( سوئیس) – دوچرخه‌سواری                                                              |
| ۲۰۰۳ | Michael Milton             | مایکل میلتون       | استرالیا            | اسکی آلپاین             | تانیا کاری ( فنلاند) – اسکی صحرانوردی چانتال پتیتکلرک ( کانادا) – دو و میدانی پل شولته ( ایالات متحده آمریکا) – بسکتبال با ویلچر میشائیل تویبر ( آلمان) – دوچرخه‌سواری                                     |
| ۲۰۰۴ | –                          | ارل کانر*          | کانادا              | دو و میدانی             | ناتالی دوتوآ ( آفریقای جنوبی) – شنا ویتالیس لانشیما ( نیجریه) – دو و میدانی رونی پرسون ( سوئد) – اسکی آلپاین میشائیل تویبر ( آلمان) – دوچرخه‌سواری نیکولا توستاین ( بریتانیای کبیر) – سوارکاری             |
| ۲۰۰۵ | Chantal Petitclerc         | چانتال پتیتکلرک    | کانادا              | دو و میدانی             | چری بلاوت ( ایالات متحده آمریکا) – دو و میدانی یوناس یاکوبسون ( سوئد) – تیراندازی لی پیرسون ( بریتانیای کبیر) – سوارکاری کلودوالدو سیلوا ( برزیل) – شنا هنری وانیویکه ( کنیا) – دو و میدانی               |
| ۲۰۰۶ | Ernst van Dyk              | ارنست ون دایک      | آفریقای جنوبی       | دو و میدانی             | کیرستن بروهن ( آلمان) – شنا شوژانا کراینیاک ( مجارستان) – شمشیربازی با ویلچر لئو-پکا تاهتی ( فنلاند) – دو و میدانی استر ورگیر ( هلند) – تنیس با ویلچر هنری وانیویکه ( کنیا) – دو و میدانی                 |
| ۲۰۰۷ | Martin Braxenthaler        | مارتین براکسنتهالر | آلمان               | اسکی آلپاین             | کورت فرنلی ( استرالیا) – دو و میدانی ادیت هانکلر ( سوئیس) – دو و میدانی خاویر اوچوا ( اسپانیا) – دوچرخه‌سواری کاظم رجبی ( ایران) – پاورلیفتینگ استر ورگیر ( هلند) – تنیس با ویلچر                          |
| ۲۰۰۸ | Esther Vergeer             | استر ورگیر         | هلند                | تنیس با ویلچر           | دنیل دیاز ( برزیل) – شنا دارن کنی ( بریتانیای کبیر) – دوچرخه‌سواری سارا استوری ( بریتانیای کبیر) – دوچرخه‌سواری/شنا میشائیل تویبر ( آلمان) – دوچرخه‌سواری                                                    |
| ۲۰۰۹ | Daniel Dias                | دنیل دیاز          | برزیل               | شنا                     | آپریل هلمز ( ایالات متحده آمریکا) – دو و میدانی یوناس یاکوبسون ( سوئد) – تیراندازی دارن کنی ( بریتانیای کبیر) – دوچرخه‌سواری ژانگ لیشین ( چین) – دو و میدانی ترزا پرالس ( اسپانیا) – شنا                   |
| ۲۰۱۰ | Natalie du Toit            | ناتالی دوتوآ       | آفریقای جنوبی       | شنا                     | جاستین ایوسون ( استرالیا) – بسکتبال با ویلچر/شنا کورت فرنلی ( استرالیا) – دو و میدانی گیزم گیریشمن ( ترکیه) – تیراندازی با کمان شینگو کونیدا ( ژاپن) – تنیس با ویلچر میشائیل تویبر ( آلمان) – دوچرخه‌سواری |
| ۲۰۱۱ | Verena Bentele             | ورنا بنتله         | آلمان               | دوگانه / اسکی صحرانوردی | متئو کودری ( استرالیا) – شنا دنیل دیاز ( برزیل) – شنا یاکوب کراکو ( اسلواکی) – اسکی آلپاین استر ورگیر ( هلند) – تنیس با ویلچر لورن وولستنکرافت ( کانادا) – اسکی آلپاین                                    |
| ۲۰۱۲ | Oscar Pistorius            | اسکار پیستوریوس    | آفریقای جنوبی       | دو و میدانی             | دنیل دیاز ( برزیل) – شنا ترزینیا گیلرمینا ( برزیل) – دو و میدانی استر ورگیر ( هلند) – تنیس با ویلچر دیوید ویر ( بریتانیای کبیر) – دو و میدانی ایرک زریپوف ( روسیه) – دوگانه / اسکی صحرانوردی              |
| ۲۰۱۳ | Daniel Dias                | دنیل دیاز          | برزیل               | شنا                     | پاتریک اندرسون ( کانادا) – بسکتبال با ویلچر یوهانا بنسون ( نامیبیا) – دو و میدانی آلن الیویرا ( برزیل) – دو و میدانی دیوید ویر ( بریتانیای کبیر) – دو و میدانی الکس زاراندی ( ایتالیا) – دوچرخه‌سواری      |
| ۲۰۱۴ | Marie Bochet               | ماری بوچت          | فرانسه              | اسکی آلپاین             | مارسل هاگ ( سوئیس) – دو و میدانی تاتیانا مک‌فادن ( ایالات متحده آمریکا) – دو و میدانی سوفی پاسکو ( نیوزیلند) – شنا سارا لوئیس رونگ ( نروژ) – شنا اولگا سویدرسکا ( اوکراین) – شنا                           |
| ۲۰۱۵ | Tatyana McFadden           | تاتیانا مک‌فادن     | ایالات متحده آمریکا | دو و میدانی             | شلی گوتیه ( کانادا) – دوچرخه‌سواری رومن پتوشکوف ( روسیه) – اسکی نوردیک آنا شافلهوبر ( آلمان) – اسکی آلپاین سارا استوری ( بریتانیای کبیر) – دوچرخه‌سواری/شنا لیونگ یوک وینگ ( هنگ کنگ) – بوچیا               |
| ۲۰۱۶ | Daniel Dias                | دنیل دیاز          | برزیل               | شنا                     | ماری بوچت ( فرانسه) – اسکی آلپاین لیو کوییچینگ ( چین) – دو و میدانی اومارا دوراند ( کوبا) – دو و میدانی پیتر دو پریز ( آفریقای جنوبی) – دو و میدانی/دوچرخه‌سواری لیونگ یوک وینگ ( هنگ کنگ) – بوچیا         |
| ۲۰۱۷ | Beatrice Vio               | بئاتریس ویو        | ایتالیا             | شمشیربازی با ویلچر      | ایهار بوکی ( بلاروس) – شنا اومارا دوراند ( کوبا) – دو و میدانی مارسل هاگ ( سوئیس) – دو و میدانی سوفی پاسکو ( نیوزیلند) – شنا سیامند رحمان ( ایران) – پاورلیفتینگ                                          |
| ۲۰۱۸ | Marcel Hug in 2014         | مارسل هاگ          | سوئیس               | دو و میدانی             | یویی کامیجی ( ژاپن) – تنیس با ویلچر اکسانا مسترز ( ایالات متحده آمریکا) – اسکی صحرانوردی بیبیان منتل-اسپی ( هلند) – اسنوبردسواری یتسه پلات ( هلند) – سه‌گانه/دوچرخه‌سواری مارکوس رهم ( آلمان) – دو و میدانی |
| ۲۰۱۹ | Henrieta Farkasova in 2013 | هنریتا فارکاشووا   | اسلواکی             | اسکی آلپاین             | مدال‌آوران طلای بازی‌های پارالمپیک زمستانی ۲۰۱۸ دیده ده گروت ( هلند) – تنیس با ویلچر گریگوریوس پولیکرونیدیس ( یونان) – بوچیا مارکوس رهم ( آلمان) – دو و میدانی                                              |
| ۲۰۲۰ | Oxana Masters in 2012      | اکسانا مسترز       | ایالات متحده آمریکا | اسکی صحرانوردی          | آلیس تای ( بریتانیای کبیر) – شنا دیده ده گروت ( هلند) – تنیس با ویلچر یتسه پلات ( هلند) – سه‌گانه مانوئلا شر ( سوئیس) – دو و میدانی اومارا دوراند ( کوبا) – دو و میدانی                                    |
| ۲۰۲۱ | اعطا نشد                   | اعطا نشد           | اعطا نشد            | اعطا نشد                | اعطا نشد |
| ۲۰۲۲ | Marcel Hug in 2014         | مارسل هاگ          | سوئیس               | دو و میدانی             | سارا استوری ( بریتانیای کبیر) – دوچرخه‌سواری/شنا دیده ده گروت ( هلند) – تنیس با ویلچر یتسه پلات ( هلند) – سه‌گانه/دوچرخه‌سواری شینگو کونیدا ( ژاپن) – تنیس با ویلچر سوزانا رودریگز ( اسپانیا) – سه‌گانه       |

## آمار
آمار تا سال ۲۰۲۲ ثبت شده‌است.
| * | آماری را نشان می‌دهد که شامل موارد حذف شده نیست. |

| کشور                | برندگان | نامزدی‌ها |
| ------------------- | ------- | -------- |
| برزیل               | ۳       | ۶        |
| استرالیا            | ۳       | ۵        |
| آفریقای جنوبی       | ۳       | ۲        |
| هلند                | ۲       | ۱۱       |
| آلمان               | ۲       | ۹        |
| ایالات متحده آمریکا | ۲       | ۷        |
| سوئیس               | ۲       | ۶        |
| کانادا              | ۱*      | ۴*       |
| فرانسه              | ۱       | ۳        |
| ایتالیا             | ۱       | ۱        |
| اسلواکی             | ۱       | ۱        |
| بریتانیای کبیر      | ۰       | ۱۱       |
| کوبا                | ۰       | ۳        |
| سوئد                | ۰       | ۳        |
| اسپانیا             | ۰       | ۳        |
| ژاپن                | ۰       | ۳        |
| چین                 | ۰       | ۲        |
| فنلاند              | ۰       | ۲        |
| هنگ کنگ             | ۰       | ۲        |
| ایران               | ۰       | ۲        |
| کنیا                | ۰       | ۲        |
| نیوزیلند            | ۰       | ۲        |
| روسیه               | ۰       | ۲        |
| بلاروس              | ۰       | ۱        |
| جزایر فارو          | ۰       | ۱        |
| یونان               | ۰       | ۱        |
| مجارستان            | ۰       | ۱        |
| نامیبیا             | ۰       | ۱        |
| نیجریه              | ۰       | ۱        |
| نروژ                | ۰       | ۱        |
| ترکیه               | ۰       | ۱        |
| اوکراین             | ۰       | ۱        |

| ورزش               | برندگان | نامزدی‌ها |
| ------------------ | ------- | -------- |
| دو و میدانی        | ۷*      | ۲۹*      |
| شنا                | ۴       | ۲۰       |
| اسکی آلپاین        | ۳       | ۷        |
| تنیس با ویلچر      | ۲       | ۱۱       |
| اسکی صحرانوردی     | ۲       | ۳        |
| دوگانه             | ۱       | ۱        |
| شمشیربازی با ویلچر | ۱       | ۱        |
| قایقرانی بادبانی   | ۱       | ۱        |
| دوچرخه‌سواری        | ۰       | ۱۵       |
| سه‌گانه             | ۰       | ۴        |
| سوارکاری           | ۰       | ۳        |
| بسکتبال با ویلچر   | ۰       | ۳        |
| بوچیا              | ۰       | ۳        |
| پاورلیفتینگ        | ۰       | ۲        |
| تیراندازی          | ۰       | ۲        |
| تیراندازی با کمان  | ۰       | ۱        |
| مدال‌آوران طلا      | ۰       | ۱        |
| اسکی نوردیک        | ۰       | ۱        |
| اسنوبرد سواری      | ۰       | ۱        |

| نام             | بردها | نامزدی‌ها |
| --------------- | ----- | -------- |
| دنیل دیاز       | ۳     | ۳        |
| استر ورگیر      | ۲     | ۴        |
| مارسل هاگ       | ۲     | ۳        |
| ماری بوچت       | ۱     | ۱        |
| ناتالی دوتوآ    | ۱     | ۱        |
| اکسانا مسترز    | ۱     | ۱        |
| تاتیانا مک‌فادن  | ۱     | ۱        |
| چانتال پتیتکلرک | ۱     | ۱        |
| میشائیل تویبر   | ۰     | ۴        |
| اومارا دوراند   | ۰     | ۳        |
| دیده ده گروت    | ۰     | ۳        |
| یتسه پلات       | ۰     | ۳        |
| سارا استوری     | ۰     | ۳        |
| کورت فرنلی      | ۰     | ۲        |
| بئاتریس هس      | ۰     | ۲        |
| یوناس یاکوبسون  | ۰     | ۲        |
| دارن کنی        | ۰     | ۲        |
| سوفی پاسکو      | ۰     | ۲        |
| لی پیرسون       | ۰     | ۲        |
| مارکوس رهم      | ۰     | ۲        |
| هنری وانیویکه   | ۰     | ۲        |
| دیوید ویر       | ۰     | ۲        |
| لیونگ یوک وینگ  | ۰     | ۲        |